# Frontsammelstelle (Wehrmacht)

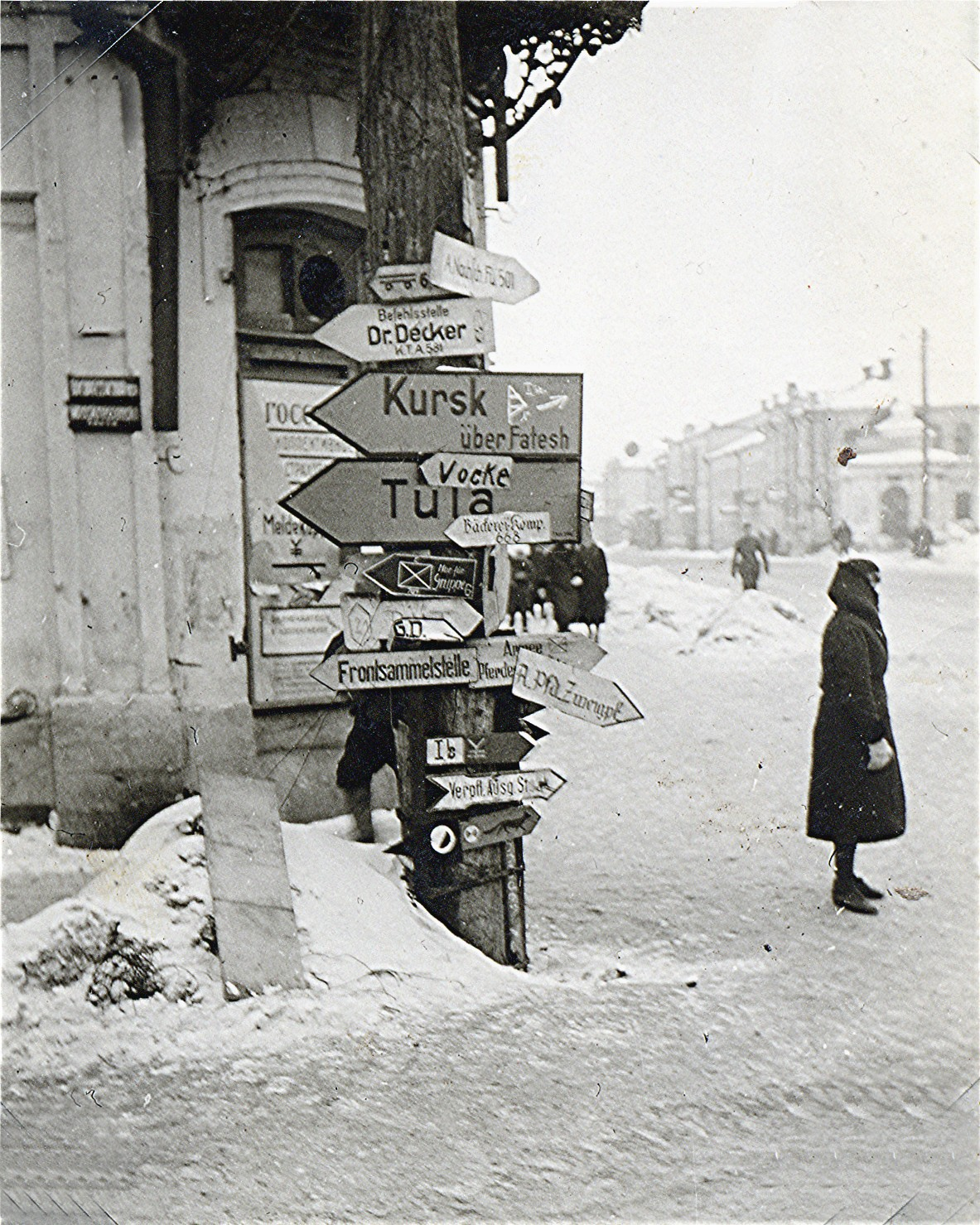
Wegweiser in Orel mit Richtungspfeil zur Frontsammelstelle, März 1942

Die Frontsammelstellen waren Dienststellen der Wehrmacht, welche die Aufgabe hatten die Soldaten den einzelnen Einheiten gezielt zuzuweisen. Dies war besonders für neu aufgenommene Soldaten oder Urlaubsrückkehrer wichtig. Anfangs wurden die einzelnen Frontsammelstellen mit Buchstaben bezeichnet und erhielten später Nummern, wobei die letzte Ziffer den jeweiligen Wehrkreis repräsentierte. Einzelne Frontsammelstellen wurden später auch in Frontleitstellen umbenannt.
Die Frontsammelstellen wurden für den jeweiligen Wehrkreis eingerichtet.
Angehörige der Einheiten erhielten eine hellblaue oder blaugrüne Armbinde, die mit einer gelb gewebten Aufschrift „Front-/Sammelstelle“ bzw. „Front-/Leitstelle“ versehen war.

## Frontsammelstelle A und Frontsammelstelle 1

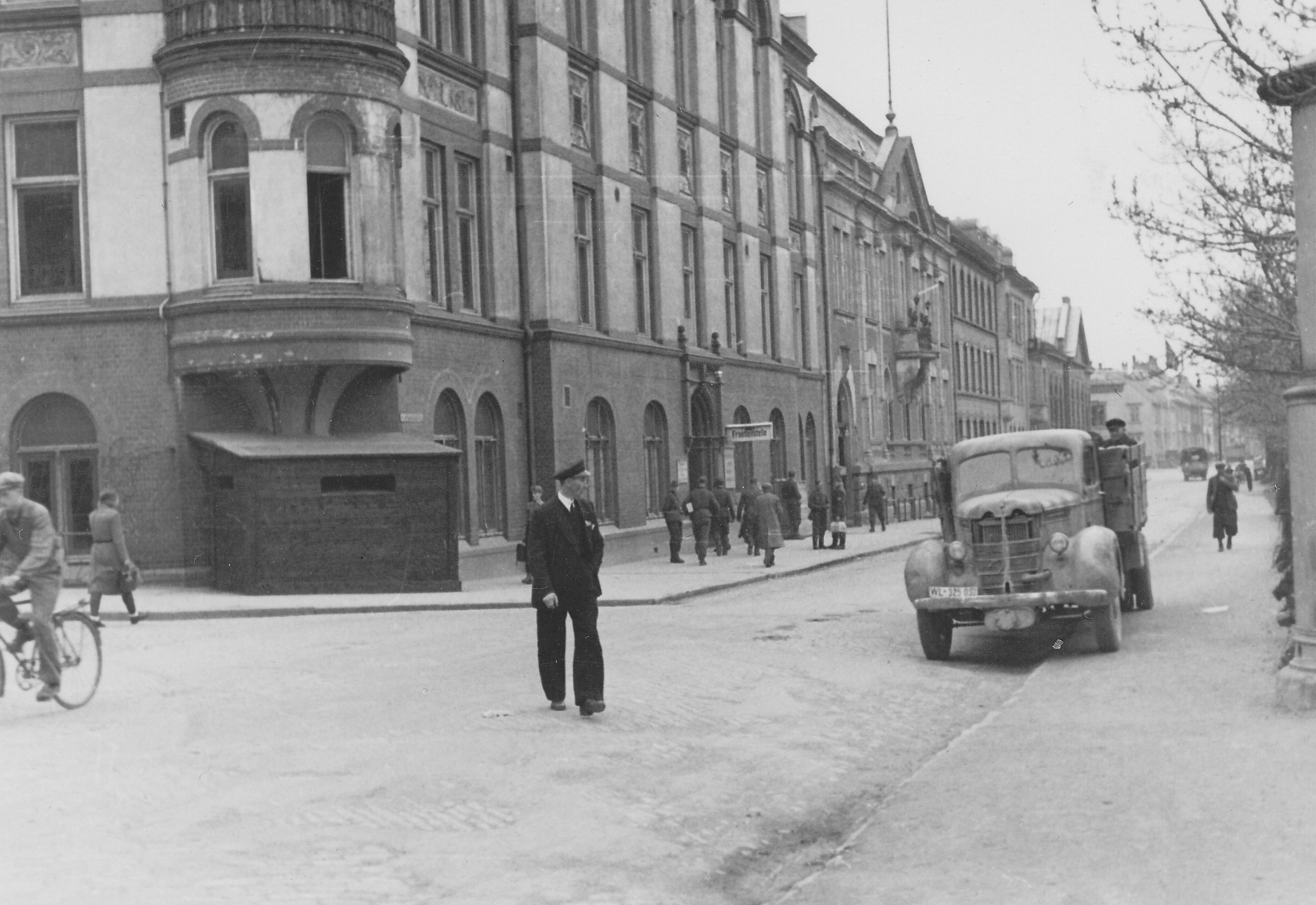
Soldaten vor einer Frontleitstelle in Trondheim, Norwegen, 1945.

Die Frontsammelstelle A wurde Mitte November 1939 im Wehrkreis I gebildet und wahrscheinlich Anfang August 1941 zur Frontsammelstelle 1.

## Frontleitstelle AA bis DD
Die Frontleitstellen AA bis DD wurden im Sommer 1941 eingerichtet.

## Frontsammelstelle B, Frontsammelstelle 2 und Frontleitstelle 2
Am 13. November 1939 wurde in Stettin (Wehrkreis II) die Frontsammelstelle B für den Oberbefehlshaber Ost (Oberost) eingerichtet. Ab 1. März 1940 war sie dem Grenzabschnitt Mitte zugewiesen und ging dann ab 1. Juli 1940 direkt zum Oberost. Anfang Oktober 1940 kam die Frontsammelstelle B nach Frankreich zur 6. Armee nach Nantes. Ab dem 7. April 1941 wurde die Dienststelle wieder in den Osten zum Abschnittsstab Ostpreußen zur Heeresgruppe C verlegt. Am 1. Juli 1941 kam sie dann zur Heeresgruppe Nord erst nach Insterburg und Mitte des gleichen Monats nach Dünaburg. Am 3. August 1943 wurde die Frontsammelstelle B Frontsammelstelle 2.
Ab dem 1. Januar 1943 war die Frontsammelstelle 2 Frontleitstelle 2 mit Einsatz in Pskow bei der Heeresgruppe Nord. Mitte Februar 1944 war die Dienststelle in Tauroggen, ging dann Mitte August 1944 nach Dirschau und dann am 5. Oktober 1944 nach Frauenburg in das Kurland.
Am 1. Dezember 1944 wurde die Frontleitstelle 2 aufgelöst.

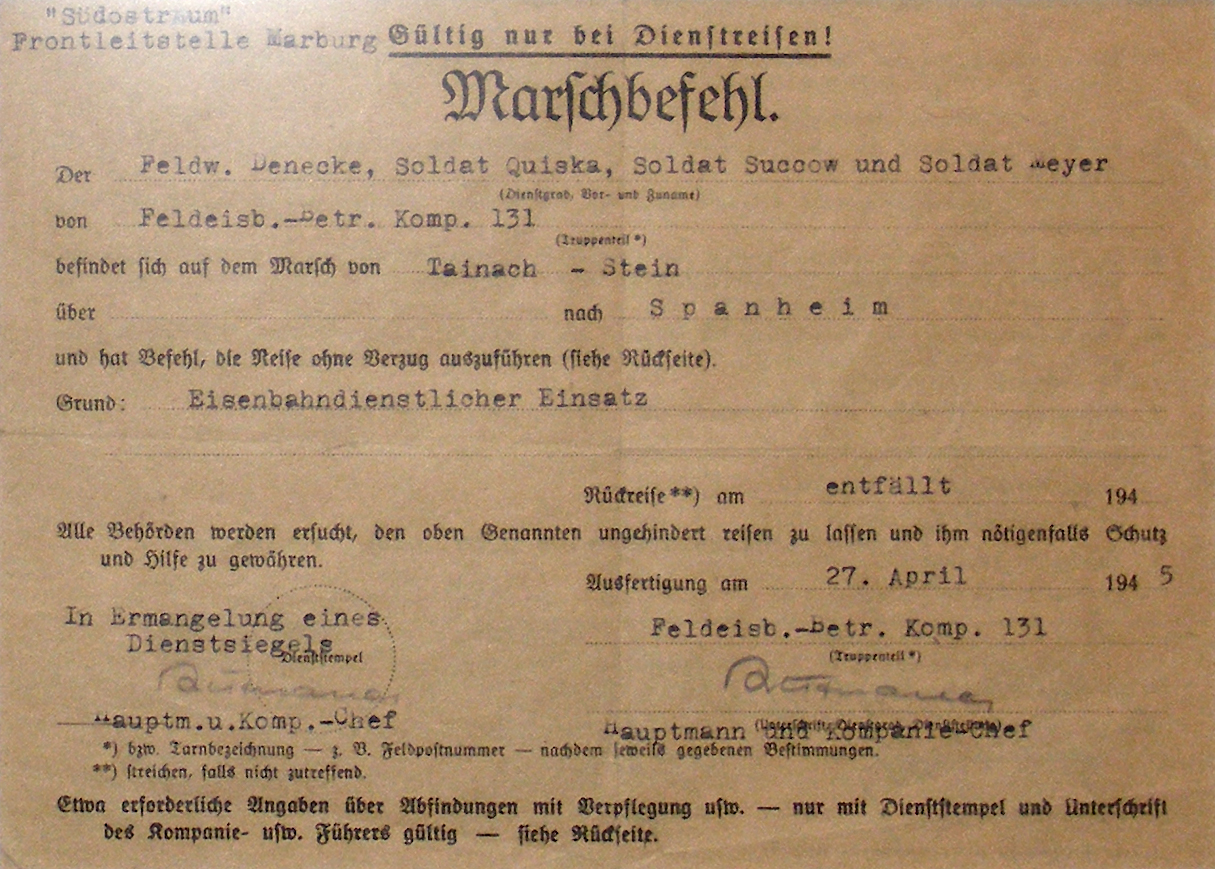
Marschbefehl zur Frontleitstelle Marburg für den Südostraum, 27. April 1945

## Frontsammelstelle C und Frontsammelstelle 3
Die Frontsammelstelle C wurde am 15. November 1939 in Berlin (Wehrkreis III) eingerichtet. Der Einsatz erfolgte anfangs beim AOK 6 in Duisburg. Ab 15. Mai 1940 war die Dienststelle in Roermond und ging dann kurze Zeit später zur Heeresgruppe B. Dort wechselte die Stationierung von Brüssel über Arras nach Compiègne und schließlich nach Versailles. Ab 15. Juni 1940 war die Dienststelle in Angers und kam dann ab dem 23. September 1940 nach Litzmannstadt. Am 8. Juli 1941 wurde die Dienststelle der Heeresgruppe Mitte bei Baranowitschy zugewiesen, ging dann am 25. des gleichen Monats nach Witebsk.
Am 1. August 1941 wurde die Frontsammelstelle C in Frontsammelstelle 3 umbenannt, blieb aber bei der Heeresgruppe Mitte.
Der Einsatz der Frontsammelstelle 3 blieb bei der Heeresgruppe Mitte erst in Witebsk, wechselte dann am 25. September 1941 nach Smolensk. Die Dienststelle war 1944 in Deutsch-Eylau und 1945 bei der Heeresgruppe Nord.

## Frontsammelstelle D, Frontsammelstelle 4 und Frontleitstelle 4
Die Frontsammelstelle D wurde am 15. November 1939 in Dresden (Wehrkreis IV) eingerichtet. Der Einsatz der Dienststelle erfolgte anfangs bei der 18. Armee in den Niederlanden und in Frankreich. Ab Juli 1940 war die Dienststelle in Ostpreußen.
Am 25. Juli 1941 wurde die Frontsammelstelle D in Frontsammelstelle 4 umbenannt, blieb aber bei der 18. Armee.
Ab dem 1. November 1943 war die Frontsammelstelle 4 Frontleitstelle 4 mit Einsatz bei der 18. Armee, ab 1944 in Riga, Schaulen und Libau.

## Frontsammelstelle E, Frontsammelstelle 5 und Frontleitstelle 5
Die Frontsammelstelle E wurde am 17. November 1939 in Pforzheim (Wehrkreis V) eingerichtet. Der Einsatz der Dienststelle erfolgte anfangs bei der AOK 7 in Pforzheim. Ab dem 21. Juni 1940 war die Dienststelle in Freiburg und ging dann ab dem 2. August 1940 nach Bordeaux. Hier erhielt sie Zweigstellen in Tours und Nantes.
Am 25. Juli 1941 wurde die Frontsammelstelle E in Frontsammelstelle 5 umbenannt, blieb aber bei der AOK 7.
Ab dem 1. Januar 1943 war die Frontsammelstelle 5 Frontleitstelle 5 mit Einsatz bei der 7. Armee weiterhin in Bordeaux und mit den beiden Zweigstellen. Ab dem 27. Mai 1942 war die Dienststelle in Le Mans und erhielt eine Nebenstelle in St-Malo. Nach der Räumung Frankreichs 1944 kam die Dienststelle nach Bonn und erhielt den Decknamen Wartburg.

## Frontsammelstelle F und Frontsammelstelle 6
Die Frontsammelstelle F wurde am 13. November 1939 in Münster (Wehrkreis VI) eingerichtet. Der Einsatz der Dienststelle erfolgte anfangs bei der 4. Armee in Köln.
Am 25. Juli 1941 wurde in Orscha die Frontsammelstelle F in Frontsammelstelle 6 umbenannt, blieb aber bei der 4. Armee. Hier kam die Frontsammelstelle 6 weiterhin in Orscha, später in Roslawl, Juchnow und dann wieder in Orscha zum Einsatz. 1944 ging die Dienststelle nach Korschen mit der Nebenstelle in Lyck. Hier erhielt sie den Decknamen Otto.

## Frontsammelstelle G und Frontsammelstelle 7
Die Frontsammelstelle G wurde am 15. November 1939 in München (Wehrkreis VII) eingerichtet. Der Einsatz der Dienststelle erfolgte in Gerolstein anfangs beim Korück 560, welcher zu diesem Zeitpunkt bei der 12. Armee stand. Ab 25. Mai 1940 kam die Dienststelle an folgenden Standorten zum Einsatz: Sedan, Charleville, St. Menchould, Langres, Dijon, Besancon und Mühlhausen.
Am 24. September 1940 kam die Frontsammelstelle G nach Krakau zum Korück 550 bei der 17. Armee, dann ab 18. April 1940 nach Debica und ab dem 30. Juni 1941 nach Jaroslau, Lemberg, Tarnopol, Proskurow und Winniza. Am 26. Juli 1941 wurde die Frontsammelstelle G Frontsammelstelle 7. Sie blieb bei der 17. Armee in Russland und kam 1941 weiterhin in Winniza  und anschließend in Uman, Kirowograd, Krementschuk, Poltawa, Krasnohrad, Slawijansk und Losoweja zum Einsatz. 1942 folgte Pawlohrad und Gorlowka. Ab Oktober 1944 war die Dienststelle unter dem Decknamen Oswald in Raab.

## Frontsammelstelle H und Frontsammelstelle 8
Die Frontsammelstelle H wurde am 19. November 1939 in Breslau (Wehrkreis VIII) eingerichtet.
Am 25. Juli 1941 wurde in Rouen die Frontsammelstelle H Frontsammelstelle 8 und kam in Rouen bei der Heeresgruppe D zum Einsatz. Ab Oktober 1944 war die Dienststelle mit dem Decknamen Walter bei der 1. Fallschirm-Armee in Wesel.

## Frontsammelstelle J und Frontleitstelle 9
Die Frontsammelstelle J wurde am 14. November 1939 wahrscheinlich in Frankfurt (Wehrkreis IX) eingerichtet.
Am 25. Juli 1941 wurde die Frontsammelstelle J Frontleitstelle 9. 1944 bei der Heeresgruppe A in Krakau, kam die Dienststelle 1945 zur Heeresgruppe Mitte nach Schlesien. Deckname der Dienststelle war Odin.

## Frontsammelstelle K und Frontsammelstelle 10
Die Frontsammelstelle K wurde am 14. November 1939 in Hamburg (Wehrkreis X) eingerichtet und kam zur 2. Armee nach Bonn. Ab 27. Mai 1940 war die Dienststelle in Bertrix, Charleville, Hirson, Chalo und Provins. Ab 7. September 1940 war sie dann bei der Heeresgruppe D in Sens und kam zum 20. November des gleichen Jahres nach Freiburg in den Wehrkreis V. Zur 12. Armee nach Bukarest in Rumänien kam die Dienststelle nach dem 7. Januar 1941. Ab dem 6. März 1941 folgten Einsätze in Stara Sagora, Gorna Djumaja und Saloniki. Am 11. Juni 1941 kam sie zur 11. Armee nach Buzau, später Jassy.
Am 11. August 1941 wurde in Südrussland die Frontsammelstelle K Frontsammelstelle 10. Der Einsatz erfolgte bei der 17. Armee erst, wie bisher, in Jassy, dann in Kisdiinow, Nikolajew, Cherson und Dshankoi. 1942 kam die Dienststelle im September erst zum Befehlshaber der Krim und im November des gleichen Jahres zur Heeresgruppe A. 1944 folgte der Einsatz bei der 6. Armee in Nagykaroly, Vac und Neuhäusel. Deckname der Dienststelle war Oskar.

## Frontsammelstelle L und Frontleitstelle 61
Die Frontsammelstelle L wurde am 18. November 1939 in Magdeburg (Wehrkreis XI) eingerichtet. Die Dienststelle kam zur 6. Armee und wurde dort dem Korück 585 in Düsseldorf unterstellt. Zum 16. Mai 1940 kam die Dienststelle nach Maastricht und dann ab 9. Juli 1940 nach Le Mans. Ab 5. April 1941 war die Dienststelle bei der 15. Armee in Lille.
Am 25. Juli 1941 wurde die Frontsammelstelle L Frontleitstelle 61, blieb aber bei der 15. Armee.

## Frontsammelstelle M, Frontsammelstelle 62 und Frontleitstelle 62
Die Frontsammelstelle M wurde am 17. November 1939 in Wiesbaden (Wehrkreis XII) eingerichtet. Die Dienststelle kam zur 16. Armee nach Trier. Zum 13. Mai 1940 kam die Dienststelle nach Luxemburg und dann ab 1. August 1940 nach Lille. Es folgten ab 2. April 1941 die Verlegung in den Osten, erst nach Korschen in Ostpreußen, ab 28. Juni 1941 nach Eydtkau, dann Kowno und Dünaburg. Ab dem 24. Juli 1941 war die Dienststelle dann in Opotschka und wurde einen Tag später zur Frontsammelstelle 62 umbenannt, welche aber bei der 16. Armee blieb.
Ab 5. August 1941 war die Dienststelle dann in Porchow und hatte eine Zweigstelle in Staraja Russa. Die Frontsammelstelle 62 wurde am 1. Januar 1943 Frontleitstelle 62. 1944 war diese in Riga und ging ab 13. Oktober 1944 nach Windau. Deckname der Dienststelle war Orlog.

## Frontsammelstelle N, Frontsammelstelle 63 und Frontleitstelle 63
Die Frontsammelstelle N wurde am 17. November 1939 in Würzburg (Wehrkreis XIII) eingerichtet. Die Dienststelle kam zur Heeresgruppe A nach Koblenz. Ab dem 11. Juli 1940 war die Dienststelle in St. Germain und ab Mitte April 1941 bei der Heeresgruppe Süd als Aufbaustab Winter in Krakau. Mitte Juli 1941 kam sie dann nach Lemberg und wurde am 25. Juli 1941, weiterhin bei der Heeresgruppe Süd, zur Frontsammelstelle 63.
Es folgten Einsätze in Proskurow, Winniza (ab 10. August 1941), Alexandra (ab 4. Oktober 1941), Poltawa (ab 26. Oktober 1941), Charkow (ab 7. August 1942), Krementschug (ab 6. Februar 1943) und erneut Charkow (ab 2. April 1943). Die Unterstellung wechselte von der Heeresgruppe Süd, zur Heeresgruppe B, zurück zur Heeresgruppe Süd und dann zur Armeeabteilung Kempf.
Ab dem 1. Januar 1943 wurde die Dienststelle Frontleitstelle 63. Im Oktober 1944 war sie bei der 8. Armee in Losone. Ab dem 12. Dezember 1944 war die Dienststelle in Altsohl. Deckname der Dienststelle war Ozean.

## Frontsammelstelle O, Frontsammelstelle 67 und Frontleitstelle 67
Die Frontsammelstelle O wurde am 7. November 1939 in Wien (Wehrkreis XVII) eingerichtet. Die Dienststelle kam ab 23. November 1939 zur 1. Armee nach Alzey. Es folgten Einsätze in Mainz (ab 30. April 1940), in Lunéville (ab 29. Juni 1940) und Troyes (ab 6. April 1941).
Am 25. Juni 1941 wurde aus der Dienststelle die Frontsammelstelle 67, welche bei der 1. Armee und in Troyes blieb. Später kam sie mit einer Nebenstelle in Bordeaux nach Tours. Am 1. Januar 1943 wurde aus der Frontsammelstelle 67 die Frontleitstelle 67. Nach der Räumung Frankreichs im Jahr 1944 kam die Frontleitstelle 67 nach Homburg und wurde im Winter 1944/45 aufgelöst. Deckname der Dienststelle war Wolke.

## Frontleitstelle Brüssel, Frontleitstelle P und Frontleitstelle 16
Die Frontsammelstelle Brüssel wurde am 30. April 1940 in Duisburg eingerichtet und kam am 6. Juni 1940 nach Brüssel.
Im Frühjahr 1941 wurde daraus beim Befehlshaber Belgien-Niederlande die Frontleitstelle P. Zum 1. August 1941 wurde daraus die Frontleitstelle 16. Im Oktober 1944 war die Dienststelle bei der Heeresgruppe B wieder in Duisburg. Deckname der Dienststelle war Wolfram.

## Frontleitstelle Paris, Frontsammelstelle Q und Frontleitstelle 26
Die Frontsammelstelle Paris wurde am 26. April 1940 in Düsseldorf (Wehrkreis VI) eingerichtet und kam vorübergehend in Maastricht und Lille. Am 6. Juni 1940 kam die Dienststelle dann nach Paris.
Im Frühjahr 1941 wurde daraus beim Militärbefehlshaber Frankreich (Kommandant Groß-Paris) in Paris die Frontleitstelle Q. Am 4. August 1941 wurde mit einer Nebenstelle 126 in Le Mans und einer Nebenstelle 226 in St. Germain, später in Troyes, daraus die Frontleitstelle 26. Im Oktober 1944 kam die Dienststelle nach Koblenz zum Oberbefehlshaber West. Deckname der Dienststelle war Westen.

## Frontsammelstelle Tours, Frontsammelstelle R, Frontsammelstelle 71 und Frontleitstelle 71
Die Frontsammelstelle Tours wurde am 20. November 1940 eingerichtet. Ab Mitte März 1941 wurde in Tours hieraus die Frontsammelstelle R. Die Unterstellung erfolgte unter die 7. Armee, aber bereits Mitte April 1941 wechselte diese zur 6. Armee und die Frontsammelstelle R ging nach Kielce. Ab dem 21. Juni 1941 war die Dienststelle dann in Lublin.
Am 28. Juli 1941 wurde in Südrussland bei der 6. Armee aus der Frontsammelstalle R die Frontsammelstelle 71 eingerichtet. Der Einsatz war anfangs in Shitomir, dann in Kiew (ab 22. September 1941) und Charkow (ab 27. Oktober 1941). Ab 1942 existierte eine Nebenstelle in Belgorod.
Am 1. Januar 1943 wurde aus der Dienststelle die Frontleitstelle 71. Ende 1944 war die Dienststelle in Debreszen bei der Heeresgruppe Süd und im Oktober 1944 in Galanta. Deckname der Dienststelle war Orden.

## Frontsammelstelle S, Frontsammelstelle T, Frontsammelstelle U, Frontsammelstelle V
Die Frontsammelstelle S, Frontsammelstelle T, Frontsammelstelle U und Frontsammelstelle V wurden im Frühjahr 1941 eingerichtet. Über deren weitere Verwendung ist aktuell nichts bekannt.

## Frontleitstelle Luxemburg, Frontsammelstelle W und Frontleitstelle 72
Die Frontsammelstelle W wurde am 25. August 1941 in Warschau beim Militärbefehlshaber im Generalgouvernement aus der Frontleitstelle Luxemburg, welche im Wehrkreis XII aufgestellt worden war, eingerichtet.
Am 1. August 1941 wurde in Warschau aus der Dienststelle die Frontleitstelle 72. 1944 war die Dienststelle dann in Litzmannstadt. 1945 wurde sie nach dem Durchbruch an der Weichsel erst in die Niederlausitz und dann nach Böhmen verlegt. Deckname der Dienststelle war Ovid.

## Frontsammelstelle Mülhausen, Frontleitstelle X und Frontleitstelle 15
Die Frontsammelstelle Mülhausen wurde am 10. Juni 1940 in Pforzheim (Wehrkreis V) eingerichtet und kam ab 20. November 1940 in Mülhausen beim Korück 590 zum Einsatz. Im Sommer 1941 entstand hieraus die Frontleitstelle X.
Am 21. Juli 1941 wurde die Frontleitstelle 15 in Mülhausen (Wehrkreis V) gebildet. Am 18. Februar 1942 wurde die Frontleitstelle 15 mit der nun aufgelösten Frontleitstelle 82 (Trier) vereint.

## Frontleitstelle Homburg, Frontleitstelle Y und Frontleitstelle 82
Die Frontsammelstelle Homburg wurde am 15. April 1940 in Ludwigshafen (Wehrkreis XII) eingerichtet und kam beim Korück 525 zum Einsatz.
Die Frontleitstelle Y wurde am 20. Mai 1941 in Homburg aus der Frontleitstelle Homburg eingerichtet. Ab dem 21. Juni 1941 war die Dienststelle dann in Luxemburg.
Am 28. Juli 1941 wurde die Frontleitstelle 82 gebildet. Am 7. Dezember 1941 wurde die Dienststelle von Luxemburg nach Trier verlegt. Mitte Februar 1942 wurde die Dienststelle aufgelöst und die Personale mit der Frontleitstelle 15 (Mülhausen) vereint.

## Frontsammelstelle Z und Frontsammelstelle 14
Am 29. Juli 1941 wurde in Mittelrussland die Frontsammelstelle Z Frontsammelstelle 14. Der Einsatz erfolgte bei der 9. Armee erst in Witebsk und dann in Wiasma. 1944 kam die Dienststelle dann nach Skierniewice. Deckname der Dienststelle war Osten.

## Frontsammelstelle Oslo und Frontleitstelle 12
Am 15. Mai 1940 wurde in Stralsund für den Wehrkreis II die Frontsammelstelle Oslo eingerichtet. Später wurde daraus die Frontleitstelle 12 beim AOK Norwegen in Oslo. Deckname der Dienststelle war Nansen.

## Frontleitstelle 25
Die Frontleitstelle 25 wurde am 25. April 1942 in Karlsruhe aus der seit 18. Februar 1942 vereinten Frontleitstelle 15 (Mülhausen) und Frontleitstelle 82 (Trier) gebildet. Ab 2. Mai 1942 war die Dienststelle in Turku beim AOK Lappland eingesetzt und kam im Oktober 1944 nach Narvik. Hier war der Deckname der Dienststelle Norbert. 1945 ging die Dienststelle zur 5. Panzerarmee an die Westfront, hier dann mit dem Decknamen Wupper.

## Frontsammelstelle 33 und Frontleitstelle 33
Am 16. März 1942 wurde in Eberswalde für den Wehrkreis III die Frontsammelstelle 33 eingerichtet und der 4. Panzerarmee erst in Mittelrussland, dann in Südrussland und in der Nordukraine zugewiesen. Am 1. Januar 1943 wurde daraus die Frontleitstelle 33, welche bei der 4. Panzerarmee blieb. Ab Oktober 1944 stand die Dienststelle in Skarzysko-Kamienna. Deckname der Dienststelle war Orest.

## Frontsammelstelle Lille, u. a. Frontsammelstelle Craiova und Frontleitstelle 36
Am 18. Juli 1940 wurde die Frontsammelstelle Lille in Dortmund (Wehrkreis VI) eingerichtet und kam später nach Hirson. Ab 23. Januar 1941 war sie erst Frontsammelstelle Craiova, Frontsammelstelle Sofia, Frontsammelstelle Skopje und Frontsammelstelle Athen. Am 3. Juni 1941 wurde die Dienststelle Frontsammelstelle Saloniki und wurde dem Korück 560 bei der 12. Armee unterstellt. Im August 1941 wurde daraus die Frontsammelstelle 36, welche am 1. Januar 1943 Frontleitstelle 36 wurde. Ab Oktober 1944 war die Dienststelle in Skopje bei der Heeresgruppe E und kam zum 30. November 1944 nach Sarajevo. Deckname der Dienststelle war Selma.

## Frontsammelstelle 42 und Frontleitstelle 42
Am 30. August 1941 wurde in Stralsund für den Wehrkreis II die Frontsammelstelle 42 eingerichtet und dem Korück 525 zugewiesen. Ab Mitte September 1942 war die Dienststelle in Rovaniemi (Finnland). Am 1. Januar 1943 wurde daraus die Frontleitstelle 42. 1944 kam die Dienststelle nach Lekselo zur 20. Gebirgs-Armee und ab Oktober des gleichen Jahres nach Kvesmenes, zuletzt in Narvik. Deckname der Dienststelle war Nurmi.

## Frontsammelstelle 56 und Frontleitstelle 56
Die Frontsammelstelle 56 wurde am 29. Januar 1942 in Münster (Wehrkreis VI) eingerichtet. Ab 1. April 1942 war die Dienststelle in Brjansk bei der 2. Panzerarmee und hatte eine Nebenstelle in Orel eingerichtet.
Am 1. Januar 1943 wurde aus der Frontsammelstelle 56 die Frontleitstelle 56. Im September 1943 wurde die Dienststelle auf den Balkan verlegt und kam 1944 nach Agram. Hier hatte sie eine Zweigstelle in Brod und war weiterhin bei der 2. Panzerarmee. 1945 war die Dienststelle in Ungarn eingesetzt. Deckname der Dienststelle war Sigrid.

## Frontsammelstelle 127 und Frontleitstelle Ost
Die Frontsammelstelle 127 wurde am 6. Januar 1942 im Wehrkreis XVII eingerichtet. Am 5. März 1942 kam die Dienststelle zur 1. Panzerarmee nach Dnjepropetrowsk und wurde am 1. Januar 1943 Frontleitstelle Ost. Ab Oktober 1944 in Presov, erhielt sie den Decknamen Orkan. Bis Kriegsende blieb die Dienststelle bei der 1. Panzerarmee.

## Bekannte Personen einer Frontsammelstelle (Auswahl)
- Major Ernst Horadam: von Dezember 1939 bis Oktober 1942 bei der Frontsammelstelle G